# كين ليو
كين ليو (بالإنجليزية: Ken Liu)‏‏ (1976 في لانتشو - ) لغوي، وشاعر، ومترجم، وكاتب، ومحامي، ومبرمج، وكاتب خيال علمي، وروائي من الصين.

## الجوائز
- جائزة نابيولا لأفضل قصة قصيرة  [لغات أخرى]‏
- جائزة هوغو لأفضل قصة قصيرة
- World Fantasy Award—Short Fiction [الإنجليزية]‏
- جائزة هوغو لأفضل قصة قصيرة
- جائزة سيون
- Locus Award for Best First Novel [الإنجليزية]‏
- Locus Award for Best Collection  [لغات أخرى]‏